# Козлодоев
«Козлодоев» («Старик Козлодоев») — песня группы «Аквариум» из альбома «Треугольник». Автор музыки и слов — Борис Гребенщиков (БГ).
Песня заняла 49-е место в списке лучших песен русского рока в XX веке по версии радиостанции «Наше радио».

## История создания
Песня была написана Гребенщиковым в период записи альбома «Треугольник». Текст песни «Козлодоев» не был известен остальным участникам группы до начала записи. По мнению Гребенщикова, текст был написан, скорее всего, в одной из кофеен, в которых он любил тогда бывать. Считается, что мелодия песни родилась у Андрея Романова на одном из квартирных концертов, когда он в подвыпившем состоянии пробовал сыграть различные мелодии на детском металлофоне. Но мелодия песни Porpoise Mouth (1967) американской рок-группы Country Joe and the Fish почти не отличается от мелодии «Козлодоева».
«Козлодоев» редко исполнялся «Аквариумом» на концертах. Широкую популярность песня обрела после появления фильма «Асса», для которого она была записана заново с вокалом Сергея Рыженко (кроме того, в фильме персонаж Бугаева относит песню «Мочалкин блюз» к «ироническому циклу про старика Козлодоева»). В фильме «Асса» персонаж песни старик Козлодоев недвусмысленно ассоциируется (Банананом и его друзьями) с одним из главных героев фильма — дельцом теневой экономики Крымовым.

## В записи участвовали
- БГ — голос, гитара, звуки
- А. Романов — металлофон, голос
- В. Гаккель — виолончель, голос, звуки
- М. Файнштейн — бас, звуки
- А. Кондрашкин — барабаны

## Альбомы
Альбомы и компиляции, в которые попала песня:
- «Треугольник» (1981)
- «Асса» (1987)
- «Аквариум. Хрестоматия (1980-87)» (1997)
- «Легенды Русского Рока. «Аквариум»» (1998)
- «Лучшие песни» (1999)
- «50 БГ» (2003)

## Кавер-версии
Исполнителями песни в разное время были:
- Олег Гаркуша
- Сергей «Силя» Селюнин и группа «Выход»
- Глеб Самойлов и «The Matrixx»[4]
- Сергей Рыженко и группа «Футбол»[5]
- Мурзилки International[6]
- В 2016 году Михаил Ефремов на мотив песни в рамках проектов «Гражданин поэт» и «Господин хороший» исполнил музыкально-литературную пародию на стихи Орлуши под названием «Хирург Залдостанов».